# Pitié (philosophie)
La pitié est un concept philosophique qui renvoie à un sentiment d'affliction face aux souffrances d'autrui.

## Thèses

### La pitié comme sentiment purement humain
Selon Honoré-Gabriel Riqueti de Mirabeau, la pitié serait un sentiment purement humain et il le justifie dans une de ses lettres :
«  L'homme serait un loup pour l'homme, si cet instinct involontaire de pitié ne le distinguait pas des animaux stupides et féroces ; et cette inestimable faculté de s'attendrir nous rend seuls capables de commercer avec nos semblables, en nous inspirant, presque à notre insu, cette bienveillance mutuelle qui nous avertit d'avoir recours à nos semblables, et d'être toujours prêts à les secourir. »
Jean-Jacques Rousseau fait de cette faculté originaire et naturelle de la pitié l'un des pivots de sa philosophie morale, notamment dans l'Émile ou De l'éducation. Il écrit que la pitié est le « premier sentiment relatif qui touche le cœur humain selon l'ordre de la nature ». Elle vient de ce qu'on sait « qu'il y a des êtres semblables à lui qui souffrent ce qu'il a souffert ». Ainsi, on se laisse émouvoir par la pitié « en nous transportant hors de nous ».

### La pitié comme phénomène local
Aristote remarque qu'on ne ressent de la pitié que pour des gens situés à une certaine distance (pas sa famille), et dont on pense qu'ils ne méritent pas leur malheur. Ce philosophe grec décrit la pitié comme une sorte de douleur, c'est-à-dire une émotion.

### La pitié comme ressort de l'aide apportée à l'autre
Baruch Spinoza, dans l'Éthique, définit la pitié comme cette « imitation des affects », qui se rapporte à la tristesse. C'est un affect passif, qui cause une diminution de ma puissance. Cette pitié peut donner naissance au désir d'aider l'autre : « Cette volonté ou appétit de faire du bien, qui naît de ce que nous fait pitié la chose à laquelle nous voulons faire du bien, s’appelle Bienveillance ».

### La pitié comme une alliée du mépris
Le philosophe britannique David Hume observe que la pitié, qui est composée d'une grande partie de bonne volonté, est une proche alliée du mépris, qui est une forme de dégoût, augmenté de fierté. Alain, dans ses Propos sur le bonheur, écrit que la pitié est « un des fléaux humains », car c'est « une bonté qui assombrit la vie, une bonté qui est tristesse ». Ainsi, la pitié n’est jamais « ni noble, ni belle, ni utile ».
Hannah Arendt, dans De la Révolution, critique la pitié. Due à ce que les hommes sont « attirés par les hommes faibles ». Elle « peut être la perversion de la compassion ». La seule alternative véritable est la solidarité, situation où l'on forme délibérément une communauté d'intérêt avec les opprimés et les exploités.

### Différences entre pitié et compassion
La pitié peut reposer sur une sorte de condescendance, qui ne se retrouve pas dans la compassion, laquelle implique un sentiment d'humanité partagée, au-delà de toute considération sociale, et lui est donc moralement supérieure. Selon la philosophe française Agata Zielinski, la compassion repose sur la reconnaissance de la vulnérabilité inhérente à la condition humaine permettant de « rencontrer autrui sans se tenir dans une position de surplomb, d’établir une certaine égalité dans l’asymétrie de la relation ». La compassion est « intersubjective, là où la pitié est unilatérale. Dans son mouvement, je considère l’autre comme un égal – comme un sujet, et non comme un objet de compassion. »
Le philosophe français Paul Ricœur différencie la compassion de la « simple pitié, où le soi jouit secrètement de se savoir épargné ». Ainsi, développe Zielinski, « le sentiment de pitié aurait pour caractéristique le retour sur soi ou la projection de soi en l’autre, guidés par la crainte de souffrir. Effet de miroir : j’ai pitié dans la mesure où j’ai l’intuition que cette souffrance pourrait me toucher aussi – et c’est alors sur ma possible souffrance que je m’apitoie. [...] Or, dans la compassion, ce n’est pas le versant de crainte qui domine ou nous anime, mais la bienveillance qui tourne vers autrui. »
Alors que la pitié peut être brève et ne pas mener à agir, la compassion se distingue par sa durée et son intensité, laquelle pousse à l'action pour remédier à la souffrance d'autrui.
La clémence est un terme utilisé pour décrire la pitié et la compassion montrée par une personne vis-à-vis d'une autre, ou une requête d'une personne à l'autre pour exercer les sanctions d'une manière moins rigoureuse que la simple application des règlements. Elle s'applique généralement en matière de justice et présente souvent comme une vertu.